# Lohikoski (Jyväskylä)
Lohikoski est le quartier numéro 13 de Jyväskylä en Finlande.

## Description
Lohikoski fait partie du district de Lohikoski-Seppälänkangas.

## Lieux et monuments

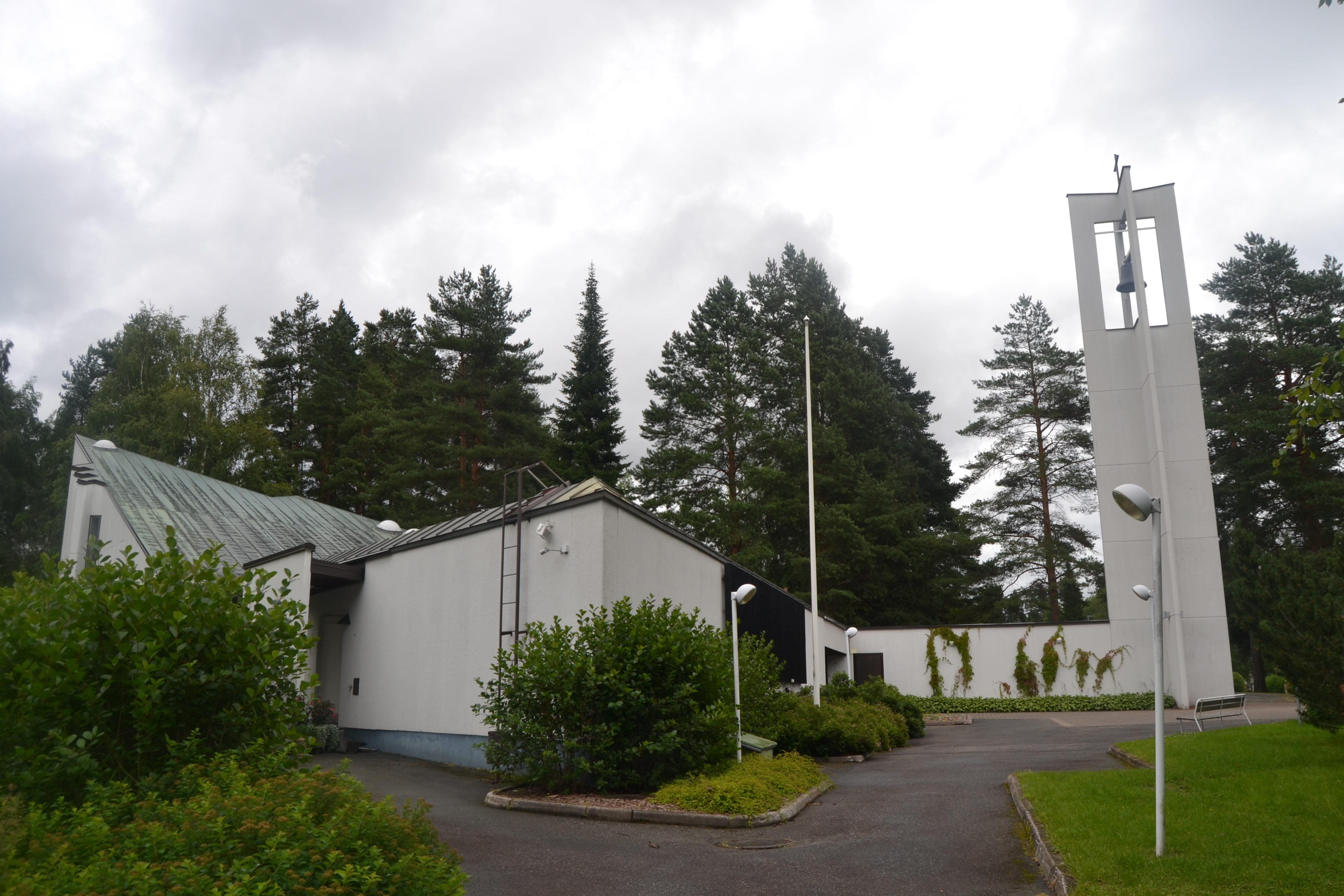
Église de Lohikoski.
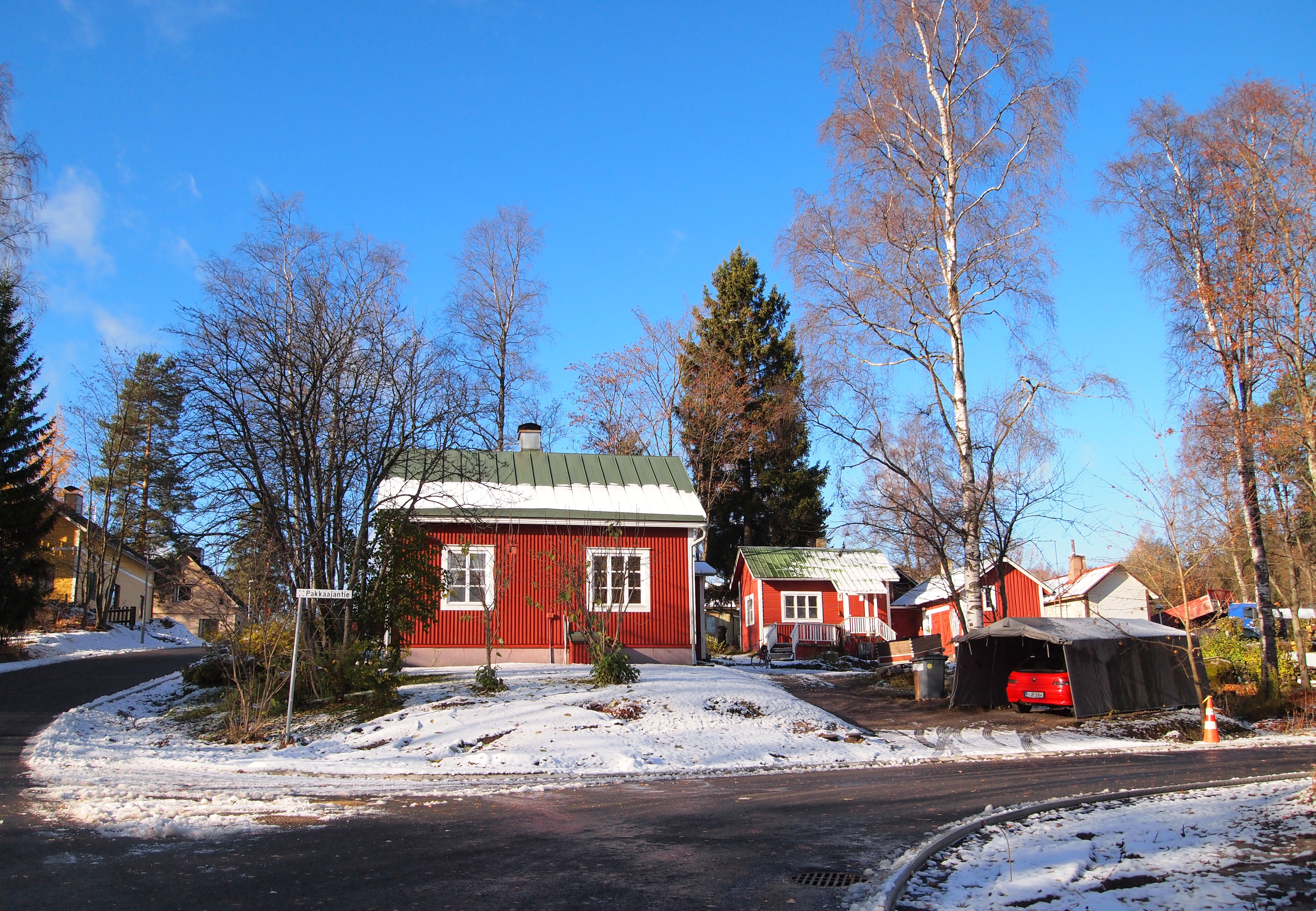
Une maison d'Holsti.
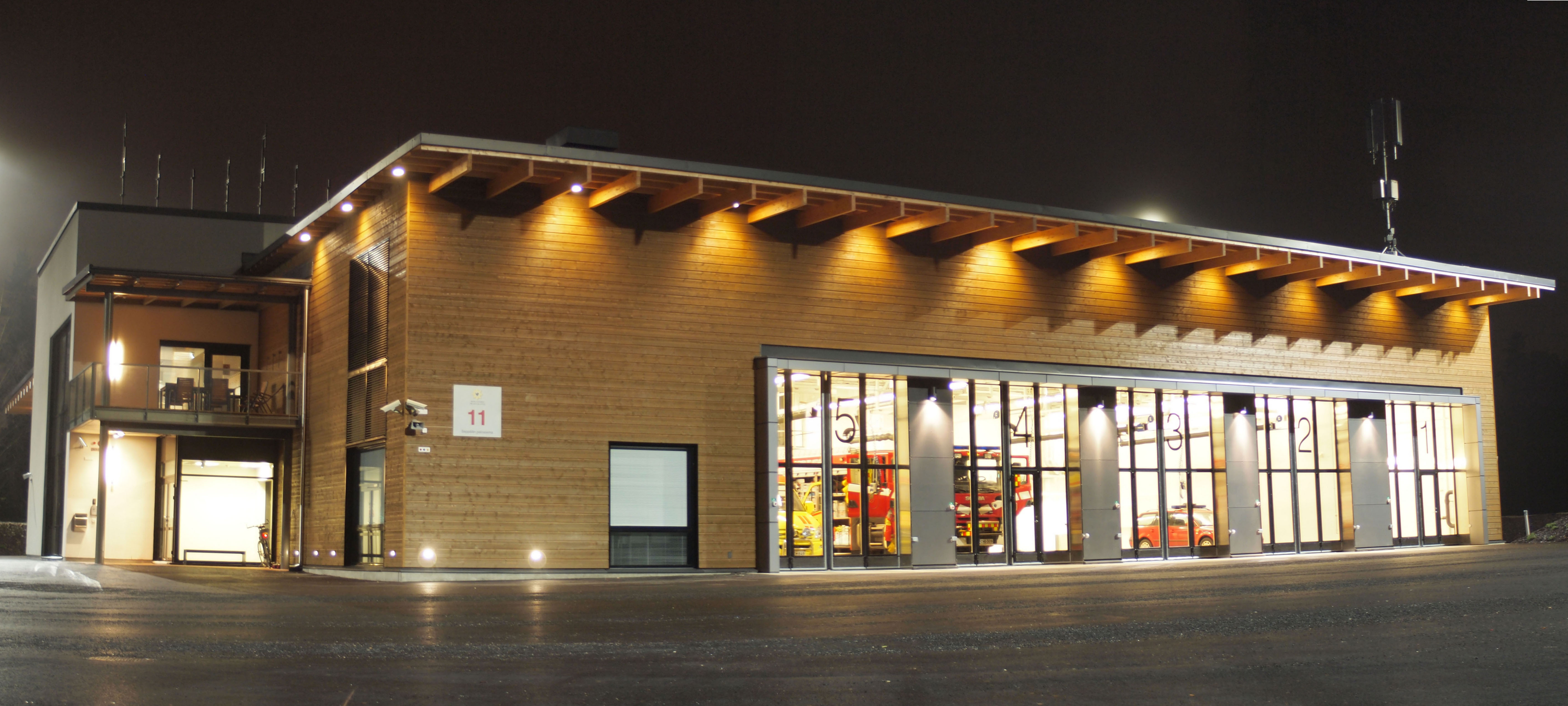
Caserne de pompiers Seppälä.

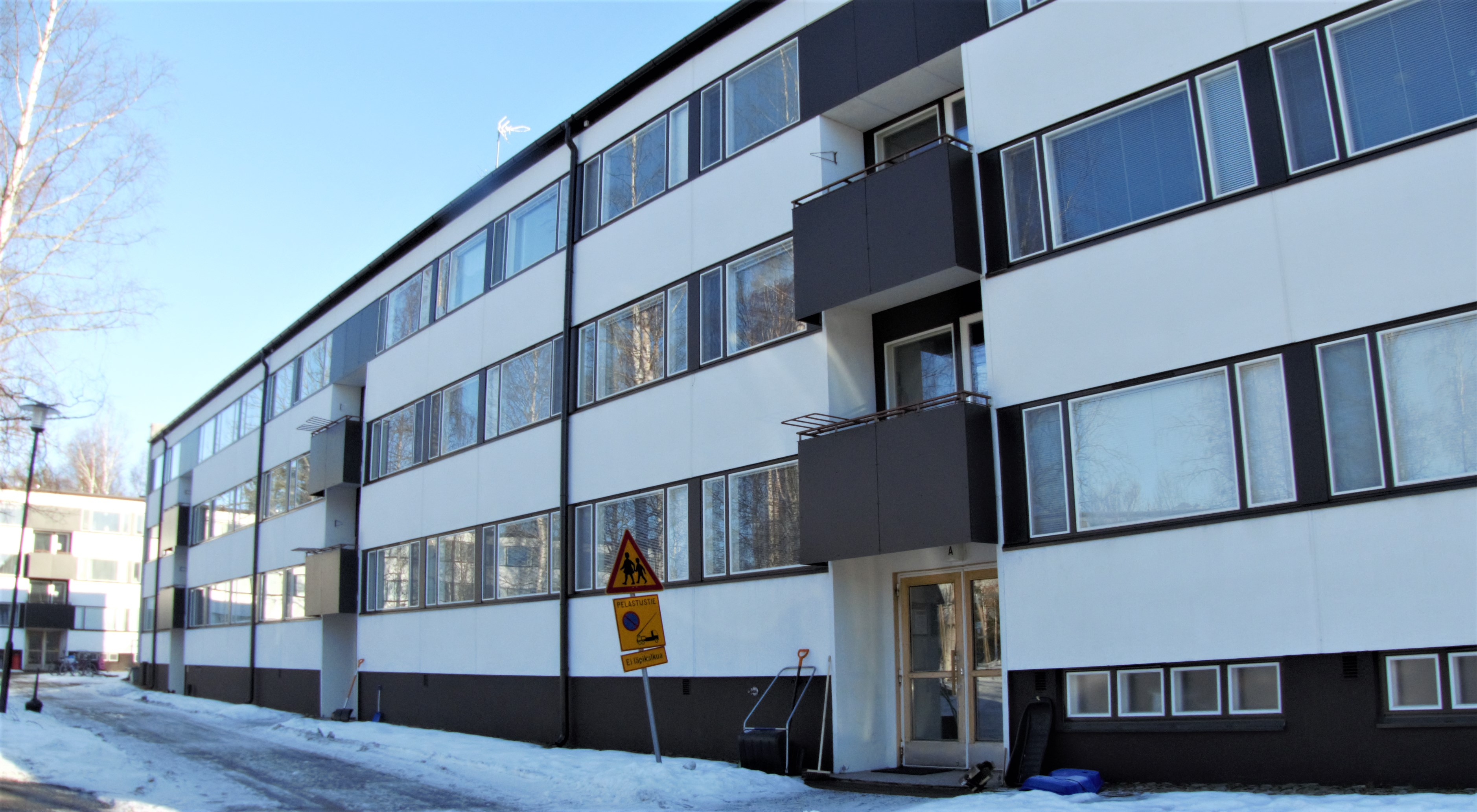
Bâtiment des années 1960.
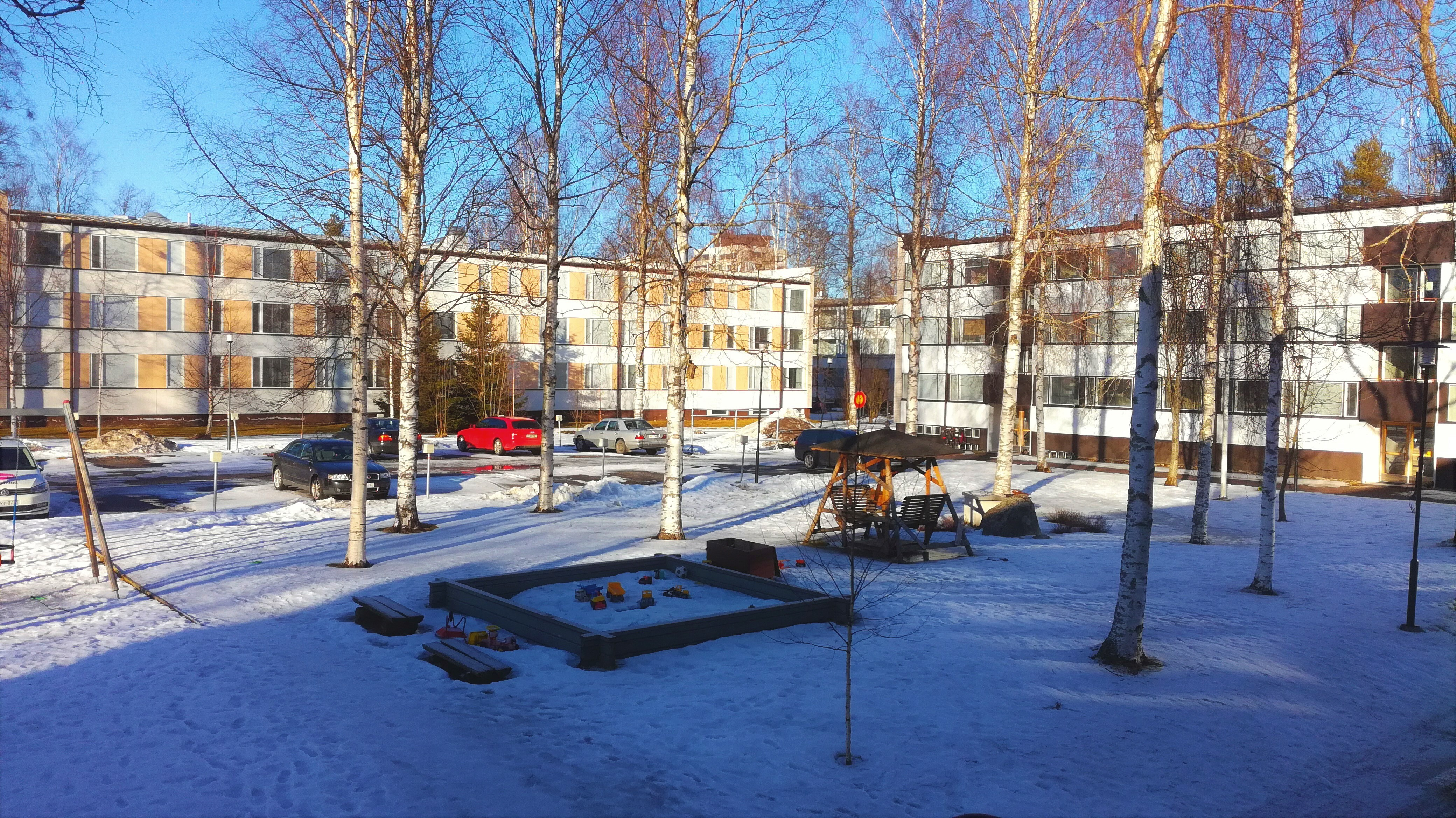
Bâtiments des années 1960.
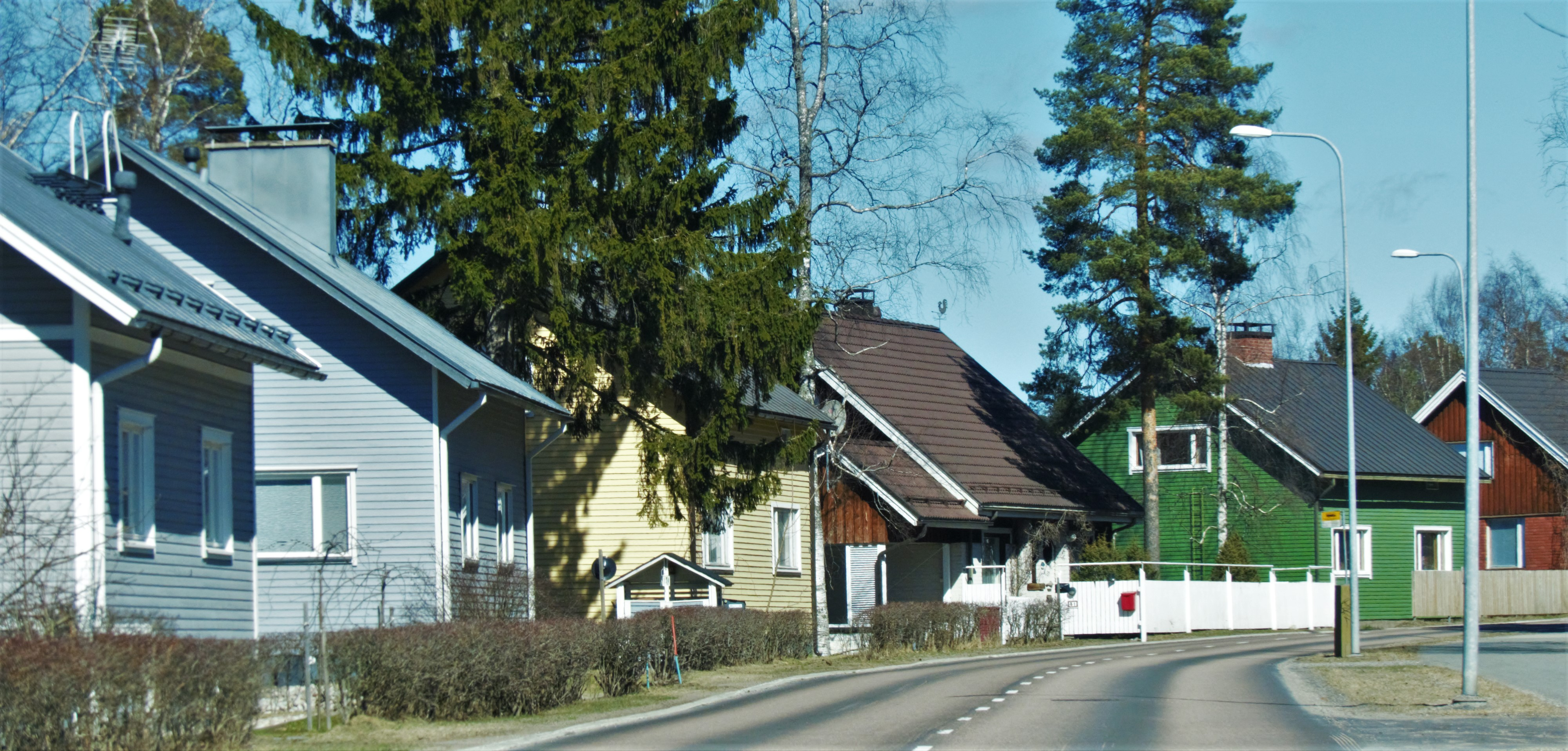
Maisons individuelles rue Tyyppäläntie.